# Matilde Lima
Matilde Ramos Lima (Setúbal, 11 de maio de 1999) é uma professora e modelo portuguesa vencedora do concurso de beleza Miss Universo Portugal 2017. Representou Portugal no Miss Universo 2017, realizado em 26 de novembro de 2017 em Las Vegas, Nevada, nos Estados Unidos, mas não obteve classificação.